# V401 Возничего
V401 Возничего (лат. V401 Aurigae), HD 35816 — двойная звезда в созвездии Возничего на расстоянии приблизительно 2212 световых лет (около 678 парсеков) от Солнца.

## Характеристики
Первый компонент (CCDM J05289+3229A) — красный гигант, пульсирующая полуправильная переменная звезда (SR:) спектрального класса M4, или M6,5, или M8, или Mb. Видимая звёздная величина звезды — от +10,1m до +9,6m. Радиус — около 90,55 солнечных, светимость — около 877,399 солнечных. Эффективная температура — около 3301 K.
Второй компонент (CCDM J05289+3229B). Видимая звёздная величина звезды — +12,5m. Удалён на 8 угловых секунд.